# Centro Oeste Futebol Clube
O Centro Oeste SAF é um clube de futebol brasileiro sediado em Nerópolis, em Goiás. Fundado em 10 de janeiro de 2009, manda seus jogos no Estádio Jaime Guerra e suas cores são o azul e o branco.

## História
A primeira partida do Centro Oeste Futebol Clube no futebol profissional aconteceu em Inhumas no dia 11 de setembro de 2022, contra o União Inhumas, no Estádio Zico Brandão, e foi a estreia da equipe no Campeonato Goiano da Terceira Divisão. A partida terminou com a vitória do Centro Oeste por 3 a 1. A segunda partida oficial da equipe (também válida pelo Campeonato Goiano da Terceira Divisão) aconteceu no dia 17 de setembro, contra o Uruaçu Futebol Clube. O Centro Oeste venceu a equipe de Uruaçu pelo placar de 2 a 1.
Em 2023, a equipe do Centro Oeste disputou a divisão de acesso do Campeonato Goiano de Futebol, que equivale à segunda divisão estadual.
Em 2025, o Centro Oeste conquistou o acesso inédito à primeira divisão goiana após vencer o Trindade por 2 a 1 em Nerópolis e o Rio Verde empatar o seu jogo. 